# اسطوره‌شناسی ارمنستان
اساطیر ارمنستان یا اساطیر ارمنی، در شرایط زندگی مادی انسان در دوره‌های پیشاتاریخ، فرهنگ معنوی اقوام ساکن در سرزمین کوهستانی ارمنستان نیز پدیدار گردید. بنا به گفتهٔ ژاک دو مورگان نشانه‌هایی در دست است که بیندیشیم این قوم نیز مانند بسیاری از هم نژادان هندواروپایی خویش دینداری را با پرستش طبیعت آغاز کردند. سپس این مذهب ابتدایی نوعی گرایش به یکتاپرستی ملی در آنان ایجاد کرد که بسیاری از خدایان زن و مرد مقتبس از اساطیر یونانی و رومی و شماری از خدایان اساطیر ایرانی نیز در آن داخل شدند.
در ارمنستان باستان افزون بر پرستش خدایان گوناگون و پدیده‌ها و عناصر طبیعی، کیش پرستش سلسله‌های شاهی نیز جای ویژه خود را داشته‌است و شاه حاکم در عین حال هیئت جسمانی یک خدای خاص تصور می‌شده‌است.
برخی از خدایان اساطیر باستانی ارمنی، بعدها، همچنان در کنار خدایان پانتئون جدید پرستیده شدند و حتی عده‌ای از آن‌ها شخصیت‌های واقعی تاریخی انگاشته شده، چهره‌ای تاریخی بخود گرفتند و افسانه‌های ساخته و پرداخته شده پیرامون آن‌ها که از دوران‌های سپیده دم تاریخ ارمنستان و درگیری‌ها و جنگ‌های طولانی دولت اورارتو با دولت آشور مایه گرفته‌اند؛ سده‌ها بعد به صورت وقایع تاریخی تلقی شده وارد تاریخ گردیدند.

## اسطوره‌شناسی نزد ارمنیان
دوران باستان نزد ارمنیان یعنی دورانی که پرستش آتش، آتشکده‌ها و معابد، تمام سرزمین ارمنستان را دربر گرفته بود که حدود ششصد سال به طول انجامید و از سده دوم قبل از میلاد تا سده چهارم میلادی، سال ۳۱۰ میلادی یعنی قبول مسیحیت به عنوان دین رسمی کشور و حتی تا یک سده پس از آن سده پنجم میلادی ادامه داشته‌است.
ایزدان اساطیری، در طول ششصد سال از سوی ارمنیان به عنوان ایزدان ملی و مقدس پرستیده می‌شدند و به وسیله روحانیون، موبدان و اجرای مراسم و تشریفات مذهبی مربوط به ایزدان، تأثیر شگفتی بر ریشه و ساختار روانی - اخلاقی جامعه ارمنی شد. وجود خدایان اساطیری در آن دوران، قدرت عظیمی در دستگاه روحانی، هیئت مذهبی و رهبری را ایجاد کرده بود که در نتیجه، استقلال ملی ارمنیان را به ارمغان آورد، از کشور در مقابل هجوم بیگانگان دفاع نمود و با شکل‌دادن به عالم معنوی، باعث پیشرفت علوم و هنرها در ارمنستان گشت.
مردم با عزت و احترام فراوان ایزدان را عبادت می‌نمودند، برای آنان کُندر دود می‌کردند، بدین امید که آرزوهای از دست رفته خود را بازیابند. ایزدان مشوق اصلی سربازان و مردم در زمان مبارزات سخت و فتوحات بودند. به احترام و افتخار آنها، مراسم جشن و پایکوبی، مسابقات ورزشی، تشریفات نظامی برگزار می‌شد. «گوسانها» ،(عاشقی ارمنی) و خنیاگران در وصف دلاوری‌ها و پهلوانی‌های آن‌ها اشعار و ترانه‌ها می‌سرودند، افسانه‌ها و حکایت‌ها روایت می‌کردند و بدین ترتیب نسلی پرورش یافت که با الهام از پیام ایزدان از اهداف و آرمان‌های آن‌ها پیروی می‌کرد.
تحقیقات اسطوره‌شناسی در ارمنستان این حقیقت را بیان می‌دارد که ارمنیان بسیاری از اساطیر ملی خود را هم‌زمان با شکل‌گیری قوم ارمنی و در همان وضعیت نوپایی به وجود آورده و همواره آن‌ها را پرستیده‌اند و در ساخت پرستشگاه و تندیس ایزدان، شکل‌های دوران عصر هلنیستی را انتخاب نموده‌اند.

## معابد و پرستشگاه‌های ارمنستان

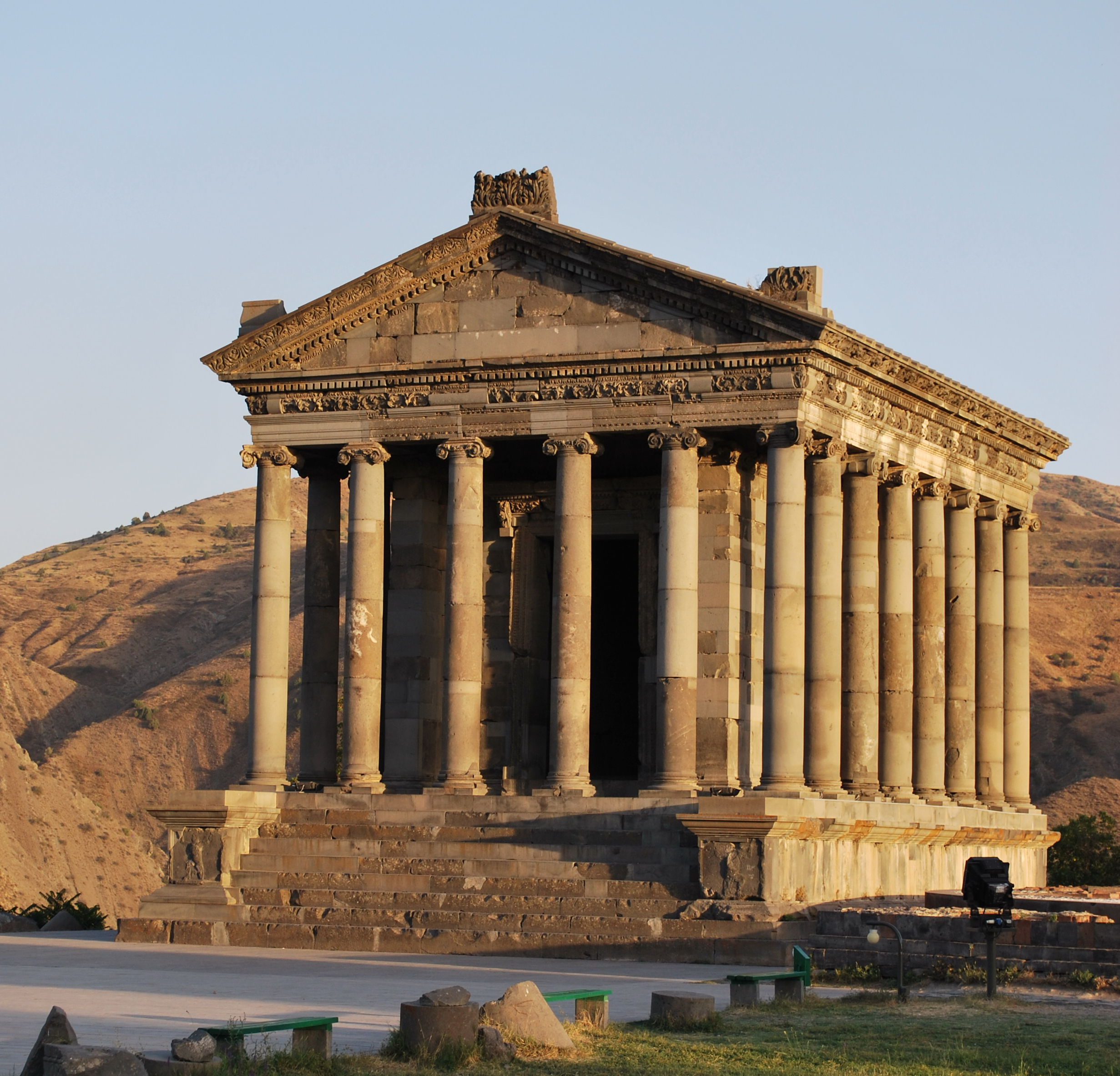
معبد گارنی از معدود معابد باقی‌مانده از دوران مهرپرستی

معابد و پرستشگاه‌های خدایان در ارمنستان «مهیان» نامیده می‌شدند و آتشکده‌ها «آتروشان» واژه «مهیان» از نام خدای آتش «مهر» برگرفته شده و شکل اولیه آن مهریان بوده‌است. در معابد مقام‌ها و وظایف دینی را راهب‌ها و راهبه‌ها بر عهده داشته‌اند. معابد دارای ثروت‌ها و اراضی مزروعی فراوانی بوده‌اند و برای خود پادگان و سواره نظام و پیاده‌نظام ویژه تشکیل داده بودند و گه گاه با شاهان نیز مسابقه قدرت می‌دادند. خط و کتابت و دانش عصر در انحصار راهبان معابد بود. آن‌ها را از مردم عادی پنهان می‌کردند و تنها در میان خود به یکدیگر می‌آموختند. راهبان معابد تاریخ نیز می‌نگاشته‌اند که در ارمنستان به «تاریخ پرستشگاهی» معروف بوده‌است.
اساطیر خاستگاه نخستین زیبایی‌شناسی هنری و ادبیات شفاهی ملت ارمنی بوده‌است؛ و افسانه‌های مربوط به هایک، آرامازد، آرای زیبا، واهاگن و غیره نمونه هائی از این‌گونه خلاقیت‌های هنری ملی هستند.

## خدایان اساطیری ارمنی
باورهای قدیم ارمنیان یعنی دین، پرستش‌ها و ایزدان، مجموعه‌ای بسیار نامفهوم و متنوعی است که بر اثر شکل‌گیری قومی در دوره‌های گوناگون تاریخی، به وجود آمده‌است. این دوران یعنی در دوران دین و اسطوره‌هایی که در میان حکومت‌های مترقی و متحول به وجود آمده‌است. دربرگیرنده اعتقادات مربوط به ایزدان و ایزد بانوان پارتها، آشوری‌ها و یونانیان است که از نظر روابط فرهنگی - تاریخی و تمدن آن دوره بسیار مهم بوده و تأثیر فراوانی در زندگی روانی - اجتماعی ارمنیان داشته‌است. آگاتانگلوس می‌گوید: «سه ایزد در ولایت تارون (ارمنستان باستان) مورد پرستش بودند که پس از آرامازد به ترتیب مهم‌ترین بوده‌اند و معابد پرشکوهی برای آنان ساخته شده بود مانند:معبد واهاگن، آناهید، آستقیک که در یونان به آفرودیته معروف است.»
- آرامازد

آرامازد دارای والاترین مقام در میان اساطیر ارمنی است. آرامازد فرزند زمان، ایزد آسمان و زمین، بخشاینده باروری و حاصلخیزی به زمین است. به آرامازد عناوینی چون دانا، بزرگ، قادر و تواناترین اطلاق شده‌است. پرستشگاه‌های او در قلعه آنی (شهر باستانی) و روستای «دارناقیاتس» در نزدیکی شهر ارزنجان (یرزنکا) کنونی قرار داشت. فرزندان او عبارت بودند از:آناهید (اساطیر ارمنی)، نانه، مهر (اساطیر ارمنی).
- آناهید (اساطیر ارمنی)

ایزد بانوی باروری، رونق بخش میوه‌ها و همچنین زایمان بوده و هشیارترین مادر و سمبول بهترین ارزش‌ها و از ارجمندترین الهه‌ها به‌شمار می‌رفته، دارای لقب هائی چون حیات‌بخش و افتخار ملت ارمنی حامی و پشتیبان الهه عشق و آب و باروری نیز بوده‌است. معبد اصلی او در ارزنجان و معبد دیگر آن در شهر آرتاشات قرار داشت.
- آستقیک

آستقیک دومین ایزد بانوی ارمنیان پس از آناهید است که ایزد عشق، آب، غم و سهولت بوده‌است. آناهید و آستقیک در ابتدا نام‌های مختلف یک ایزد بانوی مادر بوده‌است، سپس از هم جدا شده و نام دو ایزد بانو شده‌است. معبد اصلی و مهم او در شهر «آشتیشات» در نزدیکی مرز سوریه در کنار معبد واهاگن قرار داشته و به نام «اتاق واهاگن» نامیده شده‌است.
- نانه

نانه در اساطیر ارمنی خواهر آستقیک و دختر آرامازد است. او را «نانی» و «نان» هم می‌خوانده‌اند که به معنی مادر و مادربزرگ هم است. نانه الهه حکمت و فضیلت بود. برخی محققین الهه روح زایندگی و عروس جاودانگی نیز ملقب کرده‌اند.
- آرا (اساطیر ارمنی)

آرا یا آرام رهبر اساطیری ملت ارمنی است. آرا از نسل «هابت» فرزند هایک بوده و او کسی بود که سرحدات ارمنستان را گسترش داد. آرا با سرکوبی مادها سرحدات جنوب شرقی ارمنستان را تا کوه «زاراسپ» گسترش داد و حکومت آنجا را به خاندان «سیساکیان» سپرد. در حوال کاپادوکیه حکومت «کاقیان تیتانی» را سرنگون کرده و «مشاک» را که از بستگان خودش بود به حکومت نشاند و او شهر «ماژاک» (کساریا) را بنا نهاد.
موسس خورناتسی می‌گوید:آرام به شهروندان آنجا دستور داد تا زبان ارمنی و گفتگو به آن زبان را بیاموزند. به همین دلیل یونانیان تا به امروز نیز این قسمت را به نام «پروتین آرمنیا» که مفهوم آن ارمنستان متقدم یا پیشین است، می‌نامند. مؤسس خورناتسی اضافه می‌کند که ملل همسایه به نام این کشور را «آرمنیا» می‌نامند.
- واهاگن

واهاگن والاترین مقام در اساطیر ارمنی، ایزد جنگ، شجاعت و فتح و پیروزی است. در بعضی از روایات اساطیری، به عنوان ایزد خورشید نیز آمده‌است. در یکی از دستنوشته‌های مربوط به خلقت جهان چنین آمده‌است: «خورشید را پرستیدند و واهاگن نامیدند.»
بنابر گفته آنانیا شیراکاتسی، ارمنیان مجموعه ستارگان راه شیری را مربوط به نام واهاگن دانسته و آن را «راه قدیمی خورشیدی» نامیده‌اند. به نظر او ارمنیان معتقد بودند واهاگن و «بارشامین» ایزد بزرگ آشوریان، در زمستانی سخت، مشغول دزدیدن کاه بوده‌اند، آن‌ها هنگام بازگشت کاه‌ها را در آسمان جا گذاشتند، و بدین گونه در آسمان مجموعه‌ای از کاه ایجاد شده‌است، از این رو راه شیری در ارمنی به «راه کاه‌دزدی» معروف است.
بنابر اسطوره‌شناسی واهاگن به عنوان شکارچی شجاع با تاریکی و قوای اژدهایان شر و مضر مبارزه می‌کند. به همین دلیل لقب «اژدهاکش» را به او داده‌اند.
- میهر (اساطیر ارمنی)

میهر که نام او از اسطوره مهر ایرانی برگرفته شده مربوط به شکل هند و ایرانی میترا به معنی دوست، خیرخواه، عهد و پیمان است. میهر در مجموعه ایزدان ارمنی فرزند آرامازد است و قدیمی‌ترین ایزد خورشید و نور آسمانی در میان ارمنیان محسوب می‌شود. او را در دوران هلنیستی که ایزد آهنگری و آتش بوده یکی دانسته‌اند و محتملاً معبد گارنی به او اهداء شده بود. پرستش میهر به عنوان ایزد خورشید، در میان ارمنیان بسیار گسترده بوده‌است. نام و کردار و منش میهر به قدری محبوب بوده که به نام «میهر بزرگ» و فرزندش «مهیر کوچک» وارد حماسه قهرمانی داوید ساسونی شده‌است.
- تیر (اساطیر ارمنی)

در اسطوره‌های ارمنی باستان، تیر ایزد کتابت، سخنوری، علوم و هنر بوده‌است. او منشی و قاصد ایزد بزرگ آرامازد، تعبیرکننده خواب و پیشگوی سرنوشت، ثبت یادداشت‌کننده اعمال نیک و بد انسان‌ها و راهنمای ارواح مردگان در «دنیای زیرین» بوده‌است. معبد تیر، «یرازاموین» نامیده شده‌است که در نزدیکی آرتاشات پایتخت آن زمان ارمنستان قرار داشت که در سال ۳۰۱ میلادی به دست گریگور روشنگر ویران شد.
- آمنابق، آمانور

آمنابق، نزد ارمنیان ایزد حامی و پشتیبان محصولات کشاورزی محسوب می‌شده‌است. گرچه این ایزد در ردیف خدایان جای داشته و بعدها نیز در تألیفات ارمنی بسیار کم از او یاد شده، اما نزد ارمنیان بسیار محبوب بوده‌است زیرا به عقیده آن‌ها او زمین‌های کشاورزی و باغ‌ها را از سرما، تگرگ، سیل و طوفان که در منطقه کوهستانی چون ارمنستان همواره اتفاق می‌افتاده، نگهداری می‌کرده‌است. معنی آمنابق پر محصول است و این معنی نشانگر وظیفه و مسئولیت این ایزد است. مکان پرستش او روستای «باگاوان» در بخش باگرواند بوده‌است.
این جشن هرساله طی مراسم و تشریفات خاصی، با حضور پادشاه، امیران، فرماندهان و مردم برگزار می‌شده‌است و مردم با انواع بازی‌های مفرح، مسابقات و تفریحات گوناگون چون اسب سواری، مبارزه میان حیوانات، پرواز دادن کبوتران و غیره روز خود را سپری می‌کردند. این جشن هرساله در ابتدای سال جدید، از اول تا ششم «ناواسارد» (۱۱ اوت روز اول ماه ناواسارد است) برگزار می‌شده‌است و به همین دلیل به نام جشن «آمانور» (سال نو) نیز معروف بوده‌است.
- اسپاندارامت

اسپاندارامت ایزد فرمانروای دنیای زیرین نزد ارمنیان باستان است، که اغلب با دنیای زیرزمین، فرمانروایی اموات و مردگان یا دوزخ، یکسان پنداشته شده‌است. در سرودهای کلیسا و در ادبیات کلیسای حواری ارمنی اصطلاح «دره‌های ساندارامت» به کار رفته‌است. در دوران مسیحیت این اعتقاد به عنوان روح دوزخی یا حتی دوزخ وجود داشته‌است، همچنانکه به جایگاه بهشت در آسمان معتقد بودند.
نرسس شنورهالی، در اثر خود عبارت «داسک ساندارمتیتس» یعنی گروه یا قشر ارواح شر را، به کار برده‌است. محققین ارمنی این واژه را به کمک اساطیر ایرانی ریشه یابی کرده و به گفته محققین «اسپندارمد» نام دختر یا همسر اهورامزدا بوده‌است؛ و از این‌جا نتیجه می‌گیرد که ساندارامت یا اسپندارامت، نام همسر آرامازد نیز بوده‌است. اسپندارامت در مفهوم، اشاره به زمین و آرامازد در مفهوم، اشاره به آسمان است. از نوشته‌های آگاتانگلوس نیز می‌توان به مفهوم سانادارامت پی برد. برای مثال می‌نویسد: «غرش‌های عظیم و بسیاری از دره‌های ساندارامت شنیده شد.»

## باورهای کهن و کیش پرستش پدیده‌های طبیعی
بنا به پژوهش در منابع تاریخی در سده‌های ششم تا چهارم قبل از میلاد پرستش طبیعت و اجرام فضایی، حاکم بر زندگی مردم ارمنستان بوده‌است. آنان برای توجیه بسیاری از اتفاقات مربوط به طبیعت، رازها و ابهامات موجود در آن، حرکت اجرام نورانی در فضا و تغییرات آن‌ها را به عنوان اسطوره‌های طبیعت پذیرفته‌اند.
- آفتاب/خورشید

نزد ملت ارمنی از قدیم آفتاب به منزله سرچشمه نور و گرمی و سمبول زندگی تلقی شده و مورد پرستش و تقدیس قرار گرفته‌است.
در زبان ارمنی به خورشید «آرِوْ»، «آرِگاک» گفته می‌شود و در ارمنی باستان «آرپی». کلمه آرِوْ به واژه راوی در زبان سانسکریت بسیار نزدیک است کلمه آرِگاک مرکب از دو کلمه آرِگْ و آکِنْ است که به معنی سرچشمه گرما و نور یعنی همان زندگی است.
در روستاهای واچاگان، ماما زمانی که ناف بچه را می‌برید اگر نوزاد دختر بود ناف را در گوشه خانه دفن می‌کرد تا او خانه‌دار بار آید و اگر پسر بود ناف او را در اصطبل دفن می‌کرد تا او در آینده دامپرور قابلی شود. سپس نوزاد را بغل می‌کرد و به پشت بام می‌رفت و در آنجا دور می‌زد و کودک را به قصد معرفی و درخواست پناه و موفقیت برای او، به آفتاب نشان می‌داد. از آن پس آفتاب به منزله پشتیبان کودک بود و علامت زندگی و نفس وی محسوب می‌شد.
- ماه

ماه در باور ملت ارمنی خواهر خورشید بحساب می‌آمد و مورد پرستش قرار می‌گرفت. پرستشگاه‌های آفتاب و ماه در پایتخت ارمنستان باستان قرار داشته و مردم براساس مراسم خاصی که جزئیات آن معلوم نیست دعا و نیایش به پیشگاه این ایزدان به عمل می‌آورده‌اند.
ارمنیان به ماه نو، «ماهیک» (هلال)، می‌گفتند و از مهکان (نام یکی از ماه‌های تقویم ارمنی) ساخته شده‌است. درخواست کمک از ماه، در سحر و جادو میان ارمنیان مرسوم بوده‌است. در اولین شبی که قرص ماه کامل می‌شود از ماه چشم برنمی‌دارند و مدتی به آن نگاه می‌کنند تا آرزوهایشان برآورده شود. همچنین ماه، روزی دهنده تمامی گیاهان به‌شمار می‌رفته‌است. خورشید و ماه فرزندان خداوند هستند. خورشید دختر و ماه پسر است.
- ستاره‌ها

ستارگان ریشه و باعث تمامی اتفاقات خوب و بد هستند. همچنین تولد و سرنوشت انسان توسط ستارگان رقم زده می‌شود و با وضعیت قرار گرفتن سیارات در صور فلکی بستگی دارد. اگر علامت صورت فلکی شیر باشد، نوزاد پادشاه می‌شود، اگر علامت صورت فلکی قوچ باشد ثروتمند، اگر عقرب باشد بدجنس و کناهکار.
تعداد سیارات پنج بوده‌اند به غیر از ماه و خورشید که آن‌ها نیز جزء سیارات محسوب می‌شده‌اند. اسامی قدیم و جدید سیارات در دوران باستان عبارتند از:(نام جدید ارمنی: «پایلاتسو، آروسیاک، هرات، لوسنتاگ، یرواک») و (نام قدیم ارمنی: «لوتس، یقجرو، تسکراور، آرتاخویر، پرازنوتی»)
در زبان ارمنی به کهکشان راه شیری «جاده کاه‌دزد» نیز می‌گویند.
«روزی خدای یکی از اقوام، کارگران خود را می‌فرستد تا از خرمن خدای سرزمین ارمنستان کاه بدزدند. فرشتگان خدای ارمنستان، دزدها را با تیر و کمان می‌زنند، کاه‌ها از دست دزدها در آسمان پراکنده می‌شوند و تاکنون هم باقی مانده‌است.»
- آسمان و زمین

در بخش باورهای کهن ارمنی می‌نویسند:
«زمین و آسمان زن و شوهرند. آسمان پدر و زمین مادر است. در میان آن‌ها دریای ارغوانی جای گرفته‌است. آسمان شهری است که گاه آن را شهر گرانبها می‌نامند، شهری با دروازه‌های مسی که با باروهای سنگی محصور شده‌است. این شهر آسمانی، معبدی است نورانی یا کاخی است از جنس رنگین کمان با ستون‌های بلند درخشان. همه چیز در آن براق، نورانی و شگفت‌انگیز است. در آنجا نه سرما وجود دارد و نه تاریکی. آن جایگاه و ماوی جاودانگی است.»
- کوه‌ها

در بخش باورهای کهن و داستان‌های حماسی ارمنی می‌نویسند:
«کوه‌های ارمنستان قبلاً برادران غول پیکر بوده‌اند. آنان عادت داشتند که صبحها زود از خواب بیدار شوند و پس از بستن کمربندهایشان به همدیگر سلام کنند. روزی از روزها که این برادران پیر شده بودند، دیر از خواب برخاستند و بدون بستن کمربندهایشان به همدیگر سلام گفتند. خداوند این عمل را دید و آنان را تنبیه کرده، به صورت سنگ درآورده و کمربندهایشان به رشته کوه‌های سبز و خرم تبدیل کرد و اشکهایشان را به چشمه‌ها مبدل ساخت.»
- بته‌ها، درختان و گیاهان

یکی از آیین‌های قدیم، آیین پرستش درختان و جنگل‌ها بوده که به عنوان مکان‌های مقدس مورد توجه و پرستش بوده‌اند. درخت صنوبر، نه تنها در دوران باستان بلکه سده دوازدهم و حتی سیزدهم مورد پرستش واقع می‌شده‌است. راجع به آیین پرستش صنوبر نرسس شنورهالی می‌گوید: «شیاطین در این درختان مخفی شده بودند و توسط مردم ندانسته مورد پرستش واقع می‌شدند.»
پس از گرویدن ارمنیان به مسیحیت، آیین صنوبرپرستی نیز شکل دیگری به خود گرفت، زیرا پیروان این پرستش معتقد بودند که صلیب از چوب درخت صنوبر (سپیدار) ساخته شده بود.
- آتش

در ارمنستان باستان آتش نیز پرستیده می‌شده‌است. بقایای این کیش پرستش در دوران مسیحیت نیز میان ارمنیان به موجودیت خود ادامه داد و به یکی از جشن‌ها و مراسم کلیسای ارمنی بدل گردید که به آن «دِرِنْدِز» یا «دیاراندآراج» به معنی (پیشوازی خدایگان) می‌نامند.
- زمان

«ژوک» و «ژاماناک» را که در زبان ارمنی به معنی زمان است به هیئت پیرمردی سپید گیسو و محاسن مجسم می‌کرده‌اند که بربالای کوهی نشسته بود و دو کلاف نخ در دست داشت. از او پرسیده می‌شود:(ای پیر مرد که هستی؟) و او جواب می‌دهد:(من زمان هستم! اگر رشته نخ سیاه را بگشایم شب می‌شود و اگر کلاف سفید را بگشایم روز می‌شود) این در واقع تصور ابتدائی ملت ارمنی از زمان است که به عنوان برترین قدرت گذر نور را در روز و ظلمت را در شب میسر می‌کند.
- آب

نزد بسیاری از ملل ازمنه باستان آب به معنی نیروی حیات بوده‌است و لاجرم شایسته پرستیدن. پرستش آب در میان ارمنیان نیز متداول بوده و آن را مانند خدائی می‌پرستیده‌اند. برای پرستش آب مجسمه هائی ساخته می‌شد به صورت اژدها، مار بزرگ و ماهی که جملگی سمبول آب بوده‌اند. در اساطیر ارمنی برای آب و رود و دریا و باران الهه‌ای به نام «نار» پرستیده می‌شد که معنی روح آب از آن اراده می‌شد. مردم به هنگام خشکسالی مترسکی به شکل زن می‌ساختند که «نورین» نامیده می‌شد و آن را در روستاها می‌گرداندند و آواز مخصوصی می‌خواندند تا باران ببارد.
یکی از کهن‌ترین جشن‌های مشترک ایرانیان و ارمنیان است که ایرانیان آن را جشن تیرگان یا آب پاشان می‌گویند.
دربارهٔ منشأ معنی و مفهوم واژه وارداوار چند دیدگاه وجود دارد که تفاوت آن‌ها با یکدیگر مربوط به تفسیر ماهیت جشن است و دیگری این که این جشن با کدام یک از ایزدان در پیوند است. برخی وارداوار را با آستقیک و دیگران با آناهید و برخی دیگر با طوفان نوح در پیوند می‌دانند.
«وارتاپت ملیک پاشایان» می‌نویسد: «وارداوار در زبان سانسکریت به معنی وارت (آب)، وار (پاشیدن) و شستن است. بدین سان وارداوار به معنی آب پاشی است.»
رسم پاشیدن آب در روز وارداوار یا همان جشن آب، می‌توانست در پیوند با پرستش آب باشد. روزگاری آب نماد پاکیزگی، و وسیله حاصلخیزی بود و از این رو پرستیده می‌شد. آب برای افسونگری و پیشگویی نیز کاربرد داشت و برای راندن دیوها و ارواح پلید به کار می‌رفت.
جشن دگرگونی سیما پس از گریگور روشنگر به وارداوار پیوست، گویا در سده‌های ۵ و ۶ میلادی، ارمنیان جشن دگرگونی سیما را به وارداوار پیوند دادند.
- جنگل

درخت و جنگل نیز به نوبه خود از سوی ملت ارمنی پرستیده شده‌است. جنگل و درختان چنار مقدس و پاک بحساب می‌آمدند و قابل پرستش بودند. از همهمه برگ‌های درخت چنار پیشگوئی نیز می‌کردند. کیش پرستش درخت چنار زمان درازی در ارمنستان رواج داشته و برای آن معبد ویژه‌ای نیز ایجاد شده بود.
- رعد و برق

در بخش باورهای کهن و داستان‌های حماسی ارمنی می‌نویسند:
«به صاعقه در ارمنی «هراچک» نیز می‌گویند. او زنی با چشمانی درخشان و براق است. نام او «تسوویان» یا «تسووینار» است و در آسمان علیا زندگی می‌کند. او بر اسبی آتشین سوار می‌شود و از چشم‌های او و اسبش آتش می‌جهد. هیچ‌کس نمی‌تواند به صورت نورانی و آتشی او نگاه کند. تسوویان بعضی وقتها به صورت ناشناس و به شکل مرد نیز دیده می‌شود. در شبهایی که آسمان ابری است، تسوویان از زیر ابرها سرش را بیرون کرده، پایین را نگاه می‌کند و در همین هنگام در آسمان صاعقه به وجود می‌آید، اصطلاحاً می‌گویند:(تسوویان دارد بازی می‌کند). زمانی که او در آسمان و در نور و آتش می‌درخشند، باران شروع به بارش می‌کند و کوه و دره با نَمی که باعث حاصلخیزی است پوشیده می‌شوند.»

## افسانه‌های ارمنی

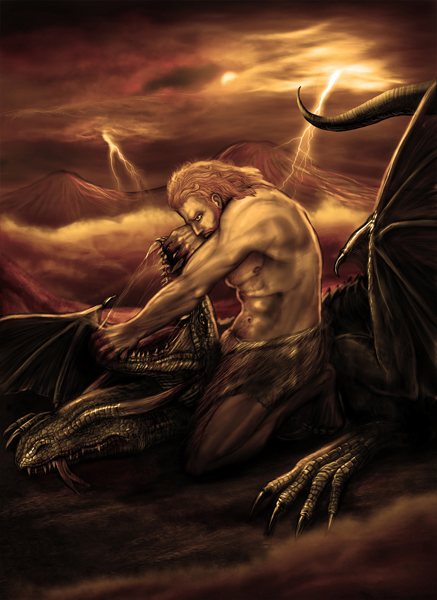
ترسیم واهاگن مبارزه با اژدها

- افسانه آرای زیبا و شامیرام-سمیرامیس

این افسانه ملی ارمنی به وسیله موسس خورناتسی برگرفته از مورخان دیگر و بنابر روایات قدیمی نگاشته شده‌است. بنابر گفته موسس خورناتسی ملکه آشور، سمیرامیس مفتون زیبایی آرا، پادشاه ارمنستان شده بود و در پی به دست آوردن او به هر وسیله‌ای متوسل می‌شد. دادن هدایا و قولها به جایی نرسید و سمیرامیس تصمیم گرفت تا به زور اسلحه به خواسته خود برسد. آرای زیبا در این جنگ کشته می‌شود. سمیرامیس جسد او را به امید زنده شدن در بالاخانه قصر قرار می‌دهد «من به خدایان خود فرمان دادم تا زخم‌های او را بلیسند و او زنده خواهد شد.» در عین حال ملکه امید داشت به سحر و جادو و افسونگری آرای زیبا را زنده کند. اما چون جسد فاسد شد، دستور داد که آن را در گودالی انداخته بپوشانند و یکی از محبوبین خود را مخفیانه به لباس فاخر ملبس کرده شایعه‌ای دربارهٔ آرای زیبا اشاعه داد که «خدایان با لیسیدن و زنده کردن آرای زیبا نیت و آرمان ما را برآوردند.»
- تیگران و جنگ با اژدها

تیگران یرواندونی پادشاه ارمنستان که با کوروش متحد شده بود و به جنگ آژداهاک پادشاه ماد می‌رود، مؤسس خورناتسی، این واقعه را به صورت یک داستان افسانه‌ای در کتاب تاریخ ارمنستان چنین نقل می‌کند:
«تیگران در شجاعت و دلاوری بی‌همتا و از جمله تواناترین و مال اندیش‌ترین پادشاه ما بود. در سرنگون کردن سلطنت مادها با کوروش همدست شد و بر یونانیان ظفر یافته مدتی آن‌ها را تحت اطاعت خود نگاهداشت و مملکت ما را توسعه داده آن را به منتهای سرحدات باستانی رساند. تیگران در ابتدا با آژداهاک متفق بود و همشیره خود (تیگرانوهی) را که آژداهاک به التماس و عجز و لابه او را درخواست می‌کرد، به زوجیت او داد. آژداهاک در نهان فکر می‌کرد که در اثر چنین خویشاوندی، یا دوستی و اتحاد او با تیگران مستحکم تر و پایدارتر خواهد شد یا از طریق این خویشاوندی به سهولت خواهد توانست خائنانه او را به قتل برساند. شبی آژداهاک خوابی دید که به وقت بیداری نه به چشم دیده و نه به گوش شنیده بود. از خواب پریده و با آنکه نیمه شب بود فوراً مشاوران خود را فراخواند و باقیافه محزون، چشمانش را بر زمین دوخته از ته دل آه کشید.»
«و گفت:ای دوستان عزیز در رؤیا چنین می‌نمود که من در یک کشور ناشناس هستم. در کنار یک کوه سر به فلک کشیده که قله اش پوشیده از یخ بنظر می‌رسید و گوئی می‌گفتند که این کشور ارمنستان است. وقتی که من به دقت به آن کوه نگریستم، زنی با لباس ارغوانی رنگ و روسری نیلگون، با چشمان درشت و رخساری گلگون و بلند قامت که روی قله کوه مرتفع نشسته بود و دردِ زهِ داشت، به چشم خورد. هنگامی که من حیرت‌زده چشم بر این منظره دوخته بودم، ناگهان آن زن وضع حمل کرده سه بهادر بالغ و کامل زائید. اولی بر شیر سوار بود و به طرف مغرب می‌تاخت. دومی بر پلنگ سوار بود و جهت شمال را در پیش گرفته بود، اما سومی که بر اژدها سوار بود دیدم که با بال هائی که درست مثل بال‌های عقاب بود، نزدیک شده می‌خواست خدایان ما را درهم شکند. اما من آژداهاک خود را در میان آن‌ها انداخته حمله آن بهادر حیرت‌آور را به خود جلب کرده و به جنگ و ستیز با او پرداختم. ابتدا با نیزه یکدیگر را مجروح کرده سیل خون جاری کردیم و سطح محوطه قصر را که چون خورشید درخشان بود، مبدل به دریای خون کردیم. سپس مدت مدیدی با سلاح‌های دیگر جنگیدیم. آخر الامر من مغلوب شدم. در این لحظه که از تشویش و اضطراب غرق عرق شده بودم، از خواب پریدم و از آن لحظه من مرده‌ام و زنده نیستم. چون که تعبیر این خواب جز آن نیست که ما از طرف تیگران ارمنستان مورد استیلای سخت واقع خواهیم شد.»
آنگاه مورخ کشته شدن آژداهاک به دست تیگران را چنین می‌نویسد: «وقتی که جنگ درگرفت تیگران زره محکم آهنین آژداهاک را چون آب شکافته و او را به سر نیزه پهن خود به سیخ کشید و آنگاه دستش را پس کشیده نصف جگر آژداهاک را همراه نیزه بیرون آورد.»
- افسانه تولد واهاگن

در شعری حماسی، مربوط به واهاگن که محبوبترین ایزد ارمنیان بوده‌است، او را نوجوانی زاییده شده از چهار عنصر یعنی آسمان (هوا)، زمین (خاک)، دریا (آب)، و نی زرد مایل به ارغوانی (آتش) دانسته‌اند که دارای موهای آتشین (پراکنده از آتش)، ریش آتشین (آتش سوز) و چشمانی مثال خورشید است.
آسمان دردِ زِه داشت و دردِ زِه داشت زمین
به درد زایمان گرفتار بود بحر ارغوانین
نی سرخ‌فام در نیستان بحر بیکران
لرزان همی بود از درد زایمان
از گلوگاه نی دود همی خاست روان
دوان شد از آن شعله‌ها میان
پسر گیسو طلای نوجوان
او داشت آذرگون زلفان
ریشی چون شعله‌ها لرزان
داشت دو چشم چون خورشید رخشان
- دورک آنگق

او فرزند «پاسکام»، نوه هایک بزرگ بود. دورک بسیار زشت، بلند قامت، با اندامی درشت دارای دماغی پهن، چشمانی گود رفته و نگاهی بی رحم بود. به روایتی او را به خاطر زشتی بی حدش، در زبان ارمنی آنگِق یعنی زشت می‌نامیدند.
در مورد خصوصیات او چنین روایت شده که دارای قدرت بسیار بوده، با دست‌هایش صخره‌های عظیم سنگ خارا را می‌کنده و با ناخنهایش آن‌ها را صیقل می‌داده‌است و مانند تخته صاف کرده و با ناخنهایش روی آن‌ها شکل‌های گوناگون عقاب را حکاکی می‌کرده‌است.
- افسانه آرتاشس و ساتنیک

این داستان افسانه عامیانه‌ای است که به ازدواج آرتاشس اول و ساتنیک، شاهدخت قوم الانان - آلان‌ها مربوط است. مؤسس خورناتسی این افسانه را از راویان و نقالان سده پنجم میلادی برگرفته‌است؛ بنابراین روایت، اقوام آلان پس از تصرف نیمی از کشور گرجستان، از رود کر (قفقاز) می‌گذرند و به کشور ارمنستان حمله می‌برند. آرتاشس بر آلان‌ها پیروز می‌شود، آن‌ها را تا ساحل رودخانه عقب می‌راند و شاهزاده آن‌ها را به اسارت می‌گیرد. پادشاه آلان‌ها به آرتاشس پیشنهاد صلح می‌کند مبنی بر این که عهدنامه‌ای دائمی مابین طرفین عقد گردد و در قبال آزادی پسرش نیز مبلغ هنگفتی به او پرداخت نماید. آرتاشس این پیشنهادها را نمی‌پذیرد. در این زمان ساتنیک زیبارخ، از آنسوی رودخانه به آرتاشس ندا می‌دهد که:
«تورا می‌گویم، گوش فراده و آن نوجوان را بازگردان، زیرا شایسته نیست که پهلوانان در اثر کینه‌توزی همدیگر را همچون خدمتگزاران بکار گیرند. دربین بردگان نگاه دارند و میان دو قوم دلاور عداوتی جاودانی ایجاد کنند.»
آرتاشس، عاشق و شیفته ساتنیک و ذکاوت او می‌شود و دایه‌اش «سمبات» را برای خواستگاری از ساتنیک، نزد پادشاه آلان‌ها می‌فرستد. پادشاه برای دخترش وجه زیادی مطالبه می‌کند. آرتاشس از کجا، هزاران هزار و ده هزاران ده هزار برای شاهدخت آلان‌ها بپردازد؛ ولی آرتاشس سوار بر اسب سیاه زیبایش، همچون عقابی تیز پرواز با گذر از رودخانه، کمند زرینش را گرد کمر شاهزاده آلان‌ها می‌پیچاند و کمر ظریف او را به درد می‌آورد، سپس با شتاب او را به اردوگاه خود می‌رساند.
بعد از این واقعه دو پادشاه با هم پیمان صلح می‌بندند. جشن و پایکوبی که شایسته شاهان بود، برپا می‌کنند. گفته می‌شود که در هنگام دامادی آرتاشس و ساتنیک بارانی از طلا و مروارید باریدن گرفت. بنا به گفته مؤسس خورناتسی رسم بر این بود که پادشاهان ارمنستان در روز جشن زناشویی خود بر در معبد سکه و شهبانو در اتاق حجله مروارید می‌پاشیدند.

## پرستش روح
همانند اقوام باستانی، بسیاری از روستاییان ارمنی، هنوز هم باور دارند که روح همان باد و جان و نفس است و باور داشتند که روح انسان می‌تواند از کالبدش جدا شده، پرسه زده و چیزهای بسیاری ببیند. آن‌ها این تصور را نیز داشتند که ارواح مردگان قادرند در کالبدهای مختلف همچون پرندگان، حیوانات و انسان‌های دیگر وارد شوند.
همانگونه که ایرانیان به وجود فره وشی‌ها معتقد بودند، در نزد ارمنیان نیز پرستش ارواح مردگان و اعتقاد به داشتن رابطه با ستارگان، وجود داشته‌است که در مورد این ارتباط در حماسه داوید ساسونی به آن‌ها اشاره شده‌است. اکنون نیز باقی‌مانده این اعتقاد میان ارمنیان وجود دارد و معتقد هستند که هر فردی یک ستاره در آسمان دارد که این ستاره زمانی‌که خطر آنان را تهدید می‌کند به تاریکی می‌گراید. ستارگان درخشانی که هرگز افول نمی‌کنند مربوط به اشخاص عادلی هستند که بر روی این ستاره‌ها نشسته‌اند.
همانگونه که فره وشی پرهیزگاران با ستارگان یکی بودند و به عنوان ارواح نیک به حساب می‌آمدند، نزد ارمنیان نیز به عنوان ارواح محافظ یا نگهبان به حساب آمده‌اند و با فرشتگان نیک همردیف محسوب شده‌اند. به همین دلیل به ستارگان و به قبر پدران قسم می‌خوردند و برای ستارگان دعا می‌خواندند. تمامی این‌ها مربوط به پرستش ارواح گذشتگان است که از قدیم باقی مانده‌است.
- آل

آل‌ها، موجودات افسانه‌ای یا ارواح شَر و بَد، در میان باورهای کهن برخی از اقوام و ملت‌ها هستند. ایرانیان تصور می‌کردند آل‌ها موجوداتی ترسناک و به شکل زن هستند. گرجی‌ها آل‌ها را ارواح جنگل می‌نامیدند. در باورهای ارمنیان آل‌ها موجوداتی پُر پشم، نیمه انسان - نیمه حیوان، با چشمانی آتشین هستند و دشمن زائوها و نوزادان محسوب می‌شوند. این باورها محتملاً از دوران ما قبل تاریخ، از اوهام و تصورات مبهم انسان نسبت به جهان پیرامون خود نشات گرفته‌است.
رافی در روایتی می‌گوید:
«اگر نوزاد پسر بود، دور تخت او را تعدادی زن مسن دوره می‌کردند و نهایت سعی خودشان را برای حفظ زائو و نوزاد برای دور ماندن از ارواح خبیثه، آل‌ها، جنها، دیوها، از ما بهترون و شیاطین به کار می‌بستند و گهواره نوزاد را با طلسم و جادو و حتی دعاهای دستنویس کشیش‌ها، مجهز می‌کردند. اما نوزاد دختر از پیشگیری‌ها محروم بود، زیرا آنان معتقد بودند که دختر مقاوم و پُر طاقت است و اگر او را زیر سنگ آسیاب هم بیندازند، جان سالم به در خواهد برد و به همین دلیل او را تقریباً نادیده می‌گرفتند.»
- آرالز

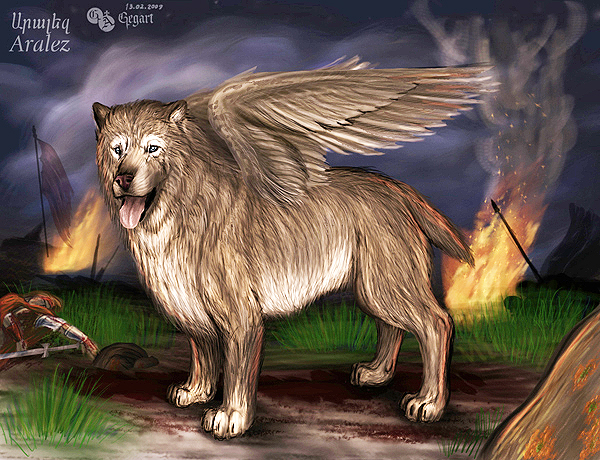
یک آرالز در میدان نبرد

آرالزها قادرند با لیسیدن زخم‌های جنگجویان، آن‌ها را مداوا کنند و مردگان را زنده کنند. مثل افسانه آرای زیبا و شامیرام. در مورد آرالزها اتفاق نظر مشترکی وجود ندارد به عنوان مثال مؤسس خورناتسی آرالزها را خدایان شامیرام نامیده‌است؛ ولی محققین ارمنی آرالز را واژه‌ای نامشخص از نام یک حیوان می‌دانند بعضی از محققین آرالزها را از نسل گرگ می‌دانند یا آرالز می‌تواند از لغت آرال آشوری به معنای دوزخ باشد.
- اورواکان

در باورهای مردم، اورواکان روح مردگانی هستند که به ویژه شب‌ها از قبر بیرون آمده، در مکان‌هایی که قبلاً می‌زیستند یا در قبرستان‌ها پرسه می‌زنند. آن‌ها مثل قهرمانان از خانه‌ها و خانواده‌هایشان حفاظت می‌کنند.
- ایشاتسول یا هوشکاپاریک

در ارمنستان پری‌های دریایی که نیمه ماهی و نیمه زن هستند، هوشکاپاریک نامیده می‌شوند. چنین تصور می‌شد که هوشکاپاریک در دریای سیاه زندگی می‌کرده‌است.
- پاریک

پری دریایی خبیث، پری دریایی یا فرشته. بر اساس عقاید بومی، پاریک روح نیک مؤنث است و اغلب در هیبت زن ظاهر می‌شود. آن‌ها پری‌های دریایی بودند که معمولاً در مکان‌های زیبا در طبیعت می‌رقصیدند.
- پاین

تصور می‌شود که پاین در ابتدا انسان بوده و با حیوانات بزرگ شده‌است. این موجود اسطوره‌ای انسان گونه، موجودی مذکر و نقطه مقابل پاریک است.
- تسوواتسول

به معنای گاو دریایی است. معتقدند که روح این حیوان از یک گاو ماده زاده شده‌است و در دریا زندگی می‌کند.
- تشیواق

روح خبیثی است که معمولاً بر کسانی که در خوابند ظاهر می‌شود تا آن‌ها را بترساند و آزار دهد. تشیواق باعث کابوس می‌شود و علاوه بر این به تمام چیزهای ترسناک و مخوف اطلاق می‌شود.
- دِو - دیو

به عقیده مسیحیان ارواح نیک فقط فرشتگان هستند. مسیحیان نیز ایزدان قدیمی خود را دیو می‌نامیدند. بر اساس عقاید بومی، دیوها نیز می‌توانند جسمی قابل رویت داشته باشند، سپس در هیبت یک حیوان یا ترکیبی از چندین حیوان ظاهر شوند. دنیای ارواح در زندگی روزمره ارمنیان آنقدر نقش مهمی داشته‌است و اعتقاد به آن‌ها تا آغاز سده بیستم باقی مانده‌است. ریشه‌شناسی واژه دیو را این گونه است:اوستایی (daēva)، پهلوی (dēv)، فارسی نو، دیو به معنی شیطان، اهریمن. در زبان ارمنی واژه تغییر معنی یافته و به شکل (dev) آمده‌است که در ابتدا به معنی روح، روح نیک و سپس به روح خبیث تبدیل شده‌است.
- شاهاپت

روح محافظی که دارای مکان مشخصی است. از نظر آگاتانگلوس، شاهاپت بار معنایی مثبت دارد زیرا او را روح محافظ مقبره‌ها نیز دانسته‌اند چون در ارمنی واژه «شاهاپت گرزماناتس» یعنی روح محافظ مقبره‌ها.
- شووت

روح خبیثی است که با (Šubat) آشوری به معنی «فوریه» یکسان است.
- شیدار

روح خبیثی است که در بدن انسان حلول کرده و عقل او را زائل می‌کند.
- کاجک

کاجک، ارواح شر و قدرتمند هستند. آن‌ها ارواحی هستند نه خوب و نه بد، بلکه صرفاً انسان را به مجازات می‌رسانند. آن‌ها در کوها، غارها و چاه‌ها زندگی می‌کنند.
- مِزمه آقِکنِر

معنای آن «از ما بهترون است». این اصطلاح در لفافه گفته می‌شود تا محتملاً آسیب‌هایی را که این ارواح مسبب آن هستند، دفع شود. اعتقاد بر این است که آن‌ها می‌توانند در زندگی به انسان هم خوبی کنند و هم بدی.
- نار

روح مؤنث آب محسوب می‌شود. در وجود ایزد آب، روح یا ایزدی مؤنث به نام «نار» وجود دارد که این نام در اسامی مرکبی مانند «تسووینار»، «هقینار» دیده می‌شود.
- نهانگ

نهانگ دیوی است که قادر بوده به شکل‌های مختلف ظاهر شود. او در رودخانه می‌زیسته و گاه زیان بخش بوده‌است. نهانگ اژدهای افسانه‌ای دریایی، اسب دریایی یا کروکودیل است.
- ویشاپ

در افسانه‌ها و داستان‌های ارمنی روح خبیث است. مؤسس خورناتسی ویشاپ را به شکل مارماهی می‌داند که به نظر می‌رسد قدیمی‌ترین نمونه کامل ویشاپ بوده‌است. مؤسس خورناتسی نسل «آژداهاک»، پادشاه ماد را «ویشاپازوننر» یعنی «اژدهانژدان» می‌نامد.
- هامبارو

هامبارو یکی از موجودات افسانه‌ای و میرا است. هامبارو یکی از شکل‌های دیو است که به شکل حیوانات ظاهر می‌شود و در ویرانه‌ها زندگی می‌کند.
- هاورژاهارسونک

ارواح مؤنث و خبیثی هستند که معنی آن به شکل جمع، «عروسهای جاودان»، «عروسهایی که همواره جوان می‌مانند» است.